# 3271 Ul
3271 Ul eller 1982 RB är en asteroid i huvudbältet som upptäcktes den 14 september 1982 av den tyske astronomen Hans-Emil Schuster vid La Silla-observatoriet. Den är uppkallad efter månguden Ul i Melanesien mytologi.
Den tillhör asteroidgruppen Amor.